# Silicosi
La silicosi és una malaltia del pulmó de caràcter professional causada per la inhalació de pols de sílice cristal·lí, caracteritzada per la inflamació i cicatrius en forma de lesions nodulars en els lòbuls superiors dels pulmons. És un tipus de pneumoconiosi.
Dispnea, tos, febre i cianosi són símptomes d'aquesta malaltia. A més, pot ser mal diagnosticada com un edema pulmonar, pneumònia o tuberculosi.

## Signes i símptomes
Com la silicosi crònica és lenta en el seu desenvolupament, les proves de la malaltia poden no aparèixer fins anys després de l'exposició. Signes i símptomes inclouen:
- Dispnea (dificultat respiratòria) agreujada per l'esforç.
- Tos, sovint persistent i a vegades severa.
- Fatiga
- Taquipnea (respiració ràpida) que és sovint fatigosa.
- Falta de gana i pèrdua de pes.
- Dolor pectoral
- Febre
- Enfosquiment gradual de les ungles, portant fins i tot al seu trencament.

En casos avançats, també es pot presentar:
- Cianosi (pell blava).
- Cor pulmonale (malaltia del ventricle dret del cor).
- Insuficiència respiratòria.

Els pacients amb silicosi són particularment susceptibles a la infecció de la tuberculosi-coneguda com a silicotuberculosi-. La raó del major risc no se sap exactament. Es creu que la silicosi malmet els macròfags pulmonars, dificultant la seva habilitat de matar els micobacteris. Fins i tot, treballadors amb exposició prolongada al sílice, però sense la malaltia, es troben amb un risc elevat (3-10 vegades) de contraure la tuberculosi.
Les complicacions pulmonars de la silicosi inclouen la bronquitis crònica i la limitació del flux d'aire (indistingible de la causada pel tabac), infecció per micobacteris, infecció pulmonar per fongs, emfisema compensatori i pneumotòrax. Hi ha algunes dades que revelen una associació entre la silicosi i algunes malalties auto-immunes com la nefritis, escleroderma, o el LES, especialment en la silicosi aguda o accelerada.
El 1996, l'agència Internacional per la Recerca del Càncer revisà les dades mèdiques i classificà el sílice cristal·lí com "cancerigen pels humans". El risc era millor vist en casos amb silicosi oculta, amb riscs relatius de càncer de pulmó entre 2 i 4 vegades més. Nombrosos estudis posteriors han estat publicats confirmant aquest risc. El 2006, Pelucchi conclogué, "L'associació del càncer de silicosi queda establerta, d'acord amb altres estudis i anàlisis".

## Prevenció
La millor manera per prevenir la silicosi és identificar el lloc de treball de les activitats que produeixen pols de sílice respirable i després eliminar o controlar la pols. Esprais d'aigua són normalment utilitzats on la pols emana. També pot ser controlada mitjançant el filtratge d'aire sec.
S'ha observat mitjançant experiments a rates que el jaggery, un tipus de sucre típic de l'Índia, tenia una acció preventiva contra la silicosi.